# Håbo (Gemeinde)
Koordinaten: 59° 35′ N, 17° 30′ O

Håbo ist eine Gemeinde (schwedisch kommun) in der schwedischen Provinz Uppsala län und der historischen Provinz Uppland. Der Hauptort der Gemeinde ist Bålsta.

## Geographie
Die Gemeinde Håbo liegt am nördlichen Mälarenufer. 

## Wirtschaft
Durch die Nähe zu Stockholm wohnen in der Gemeinde viele Pendler. Stockholm erreicht man entweder über die nahegelegene Europastraße 18 oder nutzt die im Jahr 2001 eröffnete Zugverbindung mit dem Pendeltåg. Damals wurde die verlängerte Strecke nach Bålsta eröffnet.

## Wappen
Beschreibung: In Rot ein goldenes Schaf mit rotem Kreuz auf goldener Kirchenfahne

## Sehenswürdigkeiten
Die bekannteste Sehenswürdigkeit in Håbo ist Schloss Skokloster. Es gilt als eines der prächtigsten Barockschlösser in Schweden. 

## Größere Orte
- Bålsta
- Getberget och Notholmen
- Häggeby och Vreta
- Kivinge, Kumla och Jädra
- Krägga
- Lugnet (Håbo)
- Råby
- Slottsskogen
- Söderskogen
- Torresta
- Viksjö